# Двейн Кейсі
Двейн Ліндон Кейсі (англ. Dwane Lyndon Casey; нар. 17 квітня 1957) — американський професійний баскетбольний тренер, який є головним тренером команди НБА «Детройт Пістонс». Він колишній баскетболіст і тренер NCAA, який грав і тренував там більше десяти років, перш ніж перейти в НБА. Раніше він був головним тренером «Міннесота Тімбервулвз», і «Торонто Репторз» з якими виграв нагороду «Тренер року НБА» у 2018 році.